# Красный Яр (Пожарский район)
В Уссурийском городском округе Приморья тоже есть село Красный Яр
Кра́сный Яр — село в Пожарском районе Приморского края России. Административный центр Краснояровского сельского поселения.

## География
Село Красный Яр расположено в северной части края, в 90 км к востоку от административного центра района — посёлка Лучегорск, на левом берегу реки Бикин. На правом берегу реки Бикин напротив села Красный Яр стоит село Олон.
Стоит на недостроенной дороге «Восток» у западной границы национального парка «Бикин».

### Климат
Климат умеренный муссонный. Зима солнечная, суровая и довольно снежная. Для холодного полугодия типичны инверсии и высокие суточные амплитуды температуры. Лето тёплое, с обильными дождями и грозами.
- Абсолютный максимум +38,0 °С
- Абсолютный минимум −47,3 °С
- Среднегодовая скорость ветра составляет 1,3 м/с.[2]

| Показатель                   | Янв.  | Фев.  | Март | Апр. | Май  | Июнь | Июль | Авг. | Сен. | Окт. | Нояб. | Дек.  | Год |
| ---------------------------- | ----- | ----- | ---- | ---- | ---- | ---- | ---- | ---- | ---- | ---- | ----- | ----- | --- |
| Средняя температура, °C      | −22,2 | −17,2 | −7,4 | 4,0  | 11,3 | 17,0 | 20,6 | 19,5 | 12,3 | 3,5  | −8,3  | −19,3 | 1,2 |
| Норма осадков, мм            | 20    | 17    | 31   | 48   | 78   | 96   | 163  | 156  | 101  | 69   | 42    | 30    | 851 |
| Источник: ФГБУ "ВНИИГМИ-МЦД" |       |       |      |      |      |      |      |      |      |      |       |       |     |

## История
Изначально поселение, в котором жили удэгейцы, называлось Метахеза. В 1939 году они переселились в село Сяинь, но оно часто страдало от наводнений, поэтому было решено искать наиболее выгодное место для жительства. На противоположном берегу реки Бикин было выбрано место для нового поселения, названное Красным Яром. В 1957 году здесь началось строительство первых домов.

## Население
| 2002 | 2005 | 2010 |
| ---- | ---- | ---- |
| 622  | ↗657 | ↘551 |

### Национальный состав
Одно из мест проживания удэгейцев — 378 человек (70 %).

## Улицы
- ул. Арсеньева,
- ул. Комсомольская,
- ул. Ленинская,
- ул. Набережная,
- ул. Новая.

## Инфраструктура
В селе функционируют средняя образовательная школа № 15, детский сад, библиотека, изостудия.

## Достопримечательности
- В 1996 году в селе открыт памятник воинам-односельчанам, павшим в сражениях Великой Отечественной войны.
- В селе расположена центральная усадьба национального парка «Бикин».
- В сентябре 2019 года в селе открыт бронзовый памятник Дерсу Узала — легендарному проводнику исследователя Уссурийского края Владимира Арсеньева[5].